# Шепелев, Антон Васильевич
Антон Васильевич Шепелев (бел. Антон Васільевіч Шэпелеў; род. 8 ноября 1989, Могилёв) — белорусский футболист, защитник клуба «Орша».

## Карьера

### Клубная
Воспитанник академии «Днепр» (Могилёв). В 2009—2010 годах играл на правах аренды в клубе «Ведрич-97», где был игроком основы. Летом вернулся в Могилёв, где вновь стал играть за дубль, иногда появляясь в основной команде.
В 2012 году — игрок «Сморгони». В 2013 году перешёл в «Химик» (Светлогорск). В 2014 году вернулся в «Днепр» (Могилёв), подписав контракт до 2017 года. Был игроком запаса. В сезоне 2015 стал игроком основы могилевчан. В феврале 2016 года покинул клуб.
В марте 2016 года перешёл в брестское «Динамо». В августе 2016 года снова вернулся в «Днепр». В первой половине сезона 2017 не имел места в основе, однако позднее закрепился на позиции центрального защитника. В январе 2018 года продлил контракт с могилевчанами. Сезон 2018 начинал в стартовом составе, с лета стал оставаться на скамейке запасных.
В декабре 2018 года подписал контракт со «Смолевичами», где не имел места в основе команды, чаще выходил на замену. В июле 2019 года по соглашению сторон покинул клуб.
В августе 2019 года подписал контракт с гомельским «Локомотивом», выступающим в Первой лиге белорусского чемпионата. Был игроком стартового состава. В январе 2020 года присоединился к могилёвскому «Днепру». Закрепился в составе и стал капитаном команды. С июня по сентябрь отсутствовал из-за травмы, позднее вернулся в состав. В январе 2022 года покинул могилёвский клуб.
В феврале 2022 года стал игроком пинской «Волны». В декабре 2023 года футболист подписал с клубом новый контракт.